# Grand Prix Belgii 2018
Grand Prix Belgii 2018, oficjalnie Formula 1 2018 Johnnie Walker Belgian Grand Prix – trzynasta eliminacja Mistrzostw Świata Formuły 1 w sezonie 2018. Grand Prix odbyło się w dniach 24–26 sierpnia 2018 roku na torze Circuit de Spa-Francorchamps w Stavelot.

## Lista startowa
Źródło: Wyprzedź Mnie!
| Nr | Kierowca          | Zespół                           | Samochód                      | Silnik            | Opony |
| -- | ----------------- | -------------------------------- | ----------------------------- | ----------------- | ----- |
| 2  | Stoffel Vandoorne | McLaren F1 Team                  | McLaren MCL33                 | Renault 1.6T V6   | P     |
| 3  | Daniel Ricciardo  | Aston Martin Red Bull Racing     | Red Bull RB14                 | TAG Heuer 1.6T V6 | P     |
| 5  | Sebastian Vettel  | Scuderia Ferrari                 | Ferrari SF71H                 | Ferrari 1.6T V6   | P     |
| 7  | Kimi Räikkönen    | Scuderia Ferrari                 | Ferrari SF71H                 | Ferrari 1.6T V6   | P     |
| 8  | Romain Grosjean   | Haas F1 Team                     | Haas VF-18                    | Ferrari 1.6T V6   | P     |
| 9  | Marcus Ericsson   | Alfa Romeo Sauber F1 Team        | Sauber C37                    | Ferrari 1.6T V6   | P     |
| 10 | Pierre Gasly      | Red Bull Toro Rosso Honda        | Toro Rosso STR13              | Honda 1.6T V6     | P     |
| 11 | Sergio Pérez      | Racing Point Force India F1 Team | Force India VJM11             | Mercedes 1.6T V6  | P     |
| 14 | Fernando Alonso   | McLaren F1 Team                  | McLaren MCL33                 | Renault 1.6T V6   | P     |
| 16 | Charles Leclerc   | Alfa Romeo Sauber F1 Team        | Sauber C37                    | Ferrari 1.6T V6   | P     |
| 18 | Lance Stroll      | Williams Martini Racing          | Williams FW41                 | Mercedes 1.6T V6  | P     |
| 20 | Kevin Magnussen   | Haas F1 Team                     | Haas VF-18                    | Ferrari 1.6T V6   | P     |
| 27 | Nico Hülkenberg   | Renault Sport Formula One Team   | Renault R.S.18                | Renault 1.6T V6   | P     |
| 28 | Brendon Hartley   | Red Bull Toro Rosso Honda        | Toro Rosso STR13              | Honda 1.6T V6     | P     |
| 31 | Esteban Ocon      | Racing Point Force India F1 Team | Force India VJM11             | Mercedes 1.6T V6  | P     |
| 33 | Max Verstappen    | Aston Martin Red Bull Racing     | Red Bull RB14                 | TAG Heuer 1.6T V6 | P     |
| 35 | Siergiej Sirotkin | Williams Martini Racing          | Williams FW41                 | Mercedes 1.6T V6  | P     |
| 44 | Lewis Hamilton    | Mercedes AMG Petronas Motorsport | Mercedes AMG F1 W09 EQ Power+ | Mercedes 1.6T V6  | P     |
| 47 | Lando Norris      | McLaren F1 Team                  | McLaren MCL33                 | Renault 1.6T V6   | P     |
| 55 | Carlos Sainz Jr.  | Renault Sport Formula One Team   | Renault R.S.18                | Renault 1.6T V6   | P     |
| 77 | Valtteri Bottas   | Mercedes AMG Petronas Motorsport | Mercedes AMG F1 W09 EQ Power+ | Mercedes 1.6T V6  | P     |
| Nr | Kierowca          | Zespół                           | Samochód                      | Silnik            | Opony |

## Wyniki

### Sesje treningowe
Źródło: Wyprzedź Mnie!
| Sesja | Nr | Kierowca         | Konstruktor | Czas     | Okr. |
| ----- | -- | ---------------- | ----------- | -------- | ---- |
| 1     | 5  | Sebastian Vettel | Ferrari     | 1:44,358 | 19   |
| 2     | 7  | Kimi Räikkönen   | Ferrari     | 1:43,355 | 29   |
| 3     | 5  | Sebastian Vettel | Ferrari     | 1:42,661 | 13   |

### Kwalifikacje
Źródło: Wyprzedź Mnie!
| Poz. | Nr | Kierowca          | Konstruktor | Q1       | Q2         | Q3         | Poz. s. |
| --- | --- | ----------------- | ----------- | -------- | ---------- | ---------- | ------- |
| 1 | 44 | Lewis Hamilton    | Mercedes    | 1:42,977 | 1:41,553   | 1:58,179   | 1       |
| 2 | 5 | Sebastian Vettel  | Ferrari     | 1:43,035 | 1:41,501   | 1:58,905   | 2       |
| 3 | 31 | Esteban Ocon      | Force India | 1:44,003 | 1:43,302   | 2:01,851   | 3       |
| 4 | 11 | Sergio Pérez      | Force India | 1:44,004 | 1:43,014   | 2:01,894   | 4       |
| 5 | 8 | Romain Grosjean   | Haas        | 1:43,597 | 1:43,042   | 2:02,122   | 5       |
| 6 | 7 | Kimi Räikkönen    | Ferrari     | 1:42,585 | 1:41,533   | 2:02,671   | 6       |
| 7 | 33 | Max Verstappen    | Red Bull    | 1:43,199 | 1:42,554   | 2:02,769   | 7       |
| 8 | 3 | Daniel Ricciardo  | Red Bull    | 1:43,604 | 1:43,126   | 2:02,939   | 8       |
| 9 | 20 | Kevin Magnussen   | Haas        | 1:43,834 | 1:43,126   | 2:04,933   | 9       |
| 10 | 77 | Valtteri Bottas   | Mercedes    | 1:42,805 | 1:43,320   | brak czasu | 17      |
| 11 | 10 | Pierre Gasly      | Toro Rosso  | 1:44,221 | 1:43,844   |            | 10      |
| 12 | 28 | Brendon Hartley   | Toro Rosso  | 1:44,153 | 1:43,865   |            | 11      |
| 13 | 16 | Charles Leclerc   | Sauber      | 1:43,654 | 1:44,062   |            | 12      |
| 14 | 9 | Marcus Ericsson   | Sauber      | 1:43,846 | 1:44,301   |            | 13      |
| 15 | 27 | Nico Hülkenberg   | Renault     | 1:44,145 | brak czasu |            | 18      |
| 16 | 55 | Carlos Sainz Jr.  | Renault     | 1:44,489 |            |            | 19      |
| 17 | 14 | Fernando Alonso   | McLaren     | 1:44,917 |            |            | 14      |
| 18 | 35 | Siergiej Sirotkin | Williams    | 1:44,998 |            |            | 15      |
| 19 | 18 | Lance Stroll      | Williams    | 1:45,134 |            |            | 16      |
| 20 | 2 | Stoffel Vandoorne | McLaren     | 1:45,307 |            |            | 20      |
| Poz. | Nr | Kierowca          | Konstruktor | Q1       | Q2         | Q3         | Poz. s. |
| \| Legenda \| Legenda \| \| ------------------------ \| ---------------------------------------------------------------------------------------------------------------------------------------------------------------------------------------------------------------------------------------------------------------- \| \| Poz. Nr Q1 Q2 Q3 Poz. s. \| Pozycja zajęta w sesji kwalifikacyjnej Numer startowy kierowcy Wynik uzyskany w pierwszej części kwalifikacji Wynik uzyskany w drugiej części kwalifikacji Wynik uzyskany w trzeciej części kwalifikacji Pozycja startowa po uwzględnięniu kar, przesunięć, itp. \| | |                   |             |          |            |            |         |
| Legenda | |                   |             |          |            |            |         |
| Poz. Nr Q1 Q2 Q3 Poz. s. | Pozycja zajęta w sesji kwalifikacyjnej Numer startowy kierowcy Wynik uzyskany w pierwszej części kwalifikacji Wynik uzyskany w drugiej części kwalifikacji Wynik uzyskany w trzeciej części kwalifikacji Pozycja startowa po uwzględnięniu kar, przesunięć, itp. |                   |             |          |            |            |         |

Uwagi
1. 1 2 3 4  Valtteri Bottas, Nico Hülkenberg, Carlos Sainz Jr. i Stoffel Vandoorne otrzymali karę cofnięcia o 30 pozycji na starcie za przekroczenie liczby użytych części w jednostce napędowej.

### Wyścig
Źródło: Wyprzedź Mnie!
| P                 | + / – | Nr | Kierowca          | Konstruktor | Okr. | Czas / Strata | Komentarz                            |
| ----------------- | ----- | -- | ----------------- | ----------- | ---- | ------------- | ------------------------------------ |
| 1                 | 1     | 5  | Sebastian Vettel  | Ferrari     | 44   | 1h23m34,476   |                                      |
| 2                 | 1     | 44 | Lewis Hamilton    | Mercedes    | 44   | +0:11,061     |                                      |
| 3                 | 4     | 33 | Max Verstappen    | Red Bull    | 44   | +0:31,372     |                                      |
| 4                 | 13    | 77 | Valtteri Bottas   | Mercedes    | 44   | +1:08,605     | [ a ]                                |
| 5                 | 1     | 11 | Sergio Pérez      | Force India | 44   | +1:11,023     |                                      |
| 6                 | 3     | 31 | Esteban Ocon      | Force India | 44   | +1:19,520     |                                      |
| 7                 | 2     | 8  | Romain Grosjean   | Haas        | 44   | +1:25,953     |                                      |
| 8                 | 1     | 20 | Kevin Magnussen   | Haas        | 44   | +1:27,639     |                                      |
| 9                 | 1     | 10 | Pierre Gasly      | Toro Rosso  | 44   | +1:45,892     |                                      |
| 10                | 3     | 9  | Marcus Ericsson   | Sauber      | 43   | +1 okr.       |                                      |
| 11                | 8     | 55 | Carlos Sainz Jr.  | Renault     | 43   | +1 okr.       |                                      |
| 12                | 3     | 35 | Siergiej Sirotkin | Williams    | 43   | +1 okr.       |                                      |
| 13                | 3     | 18 | Lance Stroll      | Williams    | 43   | +1 okr.       |                                      |
| 14                | 3     | 28 | Brendon Hartley   | Toro Rosso  | 43   | +1 okr.       |                                      |
| 15                | 5     | 2  | Stoffel Vandoorne | McLaren     | 43   | +1 okr.       |                                      |
| Niesklasyfikowani |       |    |                   |             |      |               |                                      |
|                   |       | 3  | Daniel Ricciardo  | Red Bull    | 28   | +16 okr.      | uszkodzenia po kolizji               |
|                   |       | 7  | Kimi Räikkönen    | Ferrari     | 8    | +36 okr.      | awaria DRS                           |
|                   |       | 16 | Charles Leclerc   | Sauber      | 0    | +44 okr.      | kolizja z Alonso                     |
|                   |       | 14 | Fernando Alonso   | McLaren     | 0    | +44 okr.      | kolizja z Hülkenbergiem i Leclerkiem |
|                   |       | 27 | Nico Hülkenberg   | Renault     | 0    | +44 okr.      | kolizja z Alonso                     |
| P                 | + / – | Nr | Kierowca          | Konstruktor | Okr. | Czas / Strata | Komentarz                            |

Uwagi
1. ↑  Valtteri Bottas został ukarany 5-sekundową karą czasową za spowodowanie kolizji z Siergiejem Sirotkinem.

### Najszybsze okrążenie
Źródło: Wyprzedź Mnie!
| Nr | Kierowca        | Konstruktor | Czas     | Okr. |
| -- | --------------- | ----------- | -------- | ---- |
| 77 | Valtteri Bottas | Mercedes    | 1:46,286 | 32   |

### Prowadzenie w wyścigu
| Nr                              | Kierowca         | Konstruktor | Okrążenia | Suma |
| ------------------------------- | ---------------- | ----------- | --------- | ---- |
| 5                               | Sebastian Vettel | Ferrari     | 1-44      | 44   |
| \| Wykres \| \| ------ \| \| \| |                  |             |           |      |
| Źródło: racing-reference.info   |                  |             |           |      |
| Wykres                          |                  |             |           |      |
|                                 |                  |             |           |      |

## Klasyfikacja po wyścigu

### Kierowcy
| P  | +/− | Kierowca          | Starty | Punkty | P1 | P2 | P3 | PP | NO | NS |
| -- | --- | ----------------- | ------ | ------ | -- | -- | -- | -- | -- | -- |
| 1  | 0   | Lewis Hamilton    | 13     | 231    | 5  | 3  | 2  | 6  | 1  | 1  |
| 2  | 0   | Sebastian Vettel  | 13     | 214    | 5  | 2  | 1  | 5  | 1  | 1  |
| 3  | 0   | Kimi Räikkönen    | 13     | 146    | –  | 2  | 6  | –  | 1  | 3  |
| 4  | 0   | Valtteri Bottas   | 13     | 144    | –  | 5  | –  | 1  | 4  | 1  |
| 5  | +1  | Max Verstappen    | 13     | 120    | 1  | 1  | 3  | –  | 2  | 3  |
| 6  | −1  | Daniel Ricciardo  | 13     | 118    | 2  | –  | –  | 1  | 4  | 5  |
| 7  | 0   | Nico Hülkenberg   | 13     | 52     | –  | –  | –  | –  | –  | 4  |
| 8  | 0   | Kevin Magnussen   | 13     | 49     | –  | –  | –  | –  | –  | 1  |
| 9  | 0   | Fernando Alonso   | 13     | 44     | –  | –  | –  | –  | –  | 3  |
| 10 | 0   | Sergio Pérez      | 13     | 40     | –  | –  | 1  | –  | –  | 1  |
| 11 | +1  | Esteban Ocon      | 13     | 37     | –  | –  | –  | –  | –  | 3  |
| 12 | −1  | Carlos Sainz Jr.  | 13     | 30     | –  | –  | –  | –  | –  | 1  |
| 13 | 0   | Pierre Gasly      | 13     | 28     | –  | –  | –  | –  | –  | 3  |
| 14 | 0   | Romain Grosjean   | 13     | 27     | –  | –  | –  | –  | –  | 4  |
| 15 | 0   | Charles Leclerc   | 13     | 13     | –  | –  | –  | –  | –  | 3  |
| 16 | 0   | Stoffel Vandoorne | 13     | 8      | –  | –  | –  | –  | –  | 2  |
| 17 | 0   | Marcus Ericsson   | 13     | 6      | –  | –  | –  | –  | –  | 2  |
| 18 | 0   | Lance Stroll      | 13     | 4      | –  | –  | –  | –  | –  | 2  |
| 19 | 0   | Brendon Hartley   | 13     | 2      | –  | –  | –  | –  | –  | 3  |
| 20 | 0   | Siergiej Sirotkin | 13     | 0      | –  | –  | –  | –  | –  | 3  |
| P  | +/− | Kierowca          | Starty | Punkty | P1 | P2 | P3 | PP | NO | NS |

### Konstruktorzy
| P  | +/− | Konstruktor               | Starty | Punkty   | P1 | P2 | P3 | PP | NO | NS |
| -- | --- | ------------------------- | ------ | -------- | -- | -- | -- | -- | -- | -- |
| 1  | 0   | Mercedes                  | 26     | 375      | 5  | 8  | 2  | 7  | 5  | 2  |
| 2  | 0   | Ferrari                   | 26     | 360      | 5  | 4  | 7  | 5  | 2  | 4  |
| 3  | 0   | Red Bull Racing-TAG Heuer | 26     | 238      | 3  | 1  | 3  | 1  | 6  | 8  |
| 4  | 0   | Renault                   | 26     | 82       | –  | –  | –  | –  | –  | 5  |
| 5  | 0   | Haas-Ferrari              | 26     | 76       | –  | –  | –  | –  | –  | 5  |
| 6  | +1  | McLaren-Renault           | 26     | 52       | –  | –  | –  | –  | –  | 5  |
| 7  | +1  | Scuderia Toro Rosso-Honda | 26     | 30       | –  | –  | –  | –  | –  | 6  |
| 8  | +1  | Sauber-Ferrari            | 26     | 19       | –  | –  | –  | –  | –  | 5  |
| 9  | N   | Force India-Mercedes      | 26     | 18 (59†) | –  | –  | 1  | –  | –  | 4  |
| 10 | 0   | Williams-Mercedes         | 26     | 4        | –  | –  | –  | –  | –  | 5  |
| P  | +/− | Konstruktor               | Starty | Punkty   | P1 | P2 | P3 | PP | NO | NS |

† – Ze względu na anulowanie dotychczasowego zgłoszenia i startowanie z nowym, zespół stracił punkty w klasyfikacji konstruktorów.